# Resolució 1591 del Consell de Seguretat de les Nacions Unides
La Resolució 1591 del Consell de Seguretat de les Nacions Unides fou adoptada el 29 de març de 2005. Després de recordar les resolucions 1547 (2004), 1556 (2004), 1574 (2004), 1585 (2005), 1588 (2005) i 1590 (2005) sobre la situació al Sudan, el Consell va el Consell va imposar la prohibició de viatjar i la congelació d'actius sobre aquells que "impedien el procés de pau" al Darfur.
La resolució va ser aprovada per 12 vots a favor i l'abstenció d'Algèria, Xina i Rússia, que van expressar objeccions a l'ús de sancions internacionals i creien que la resolució no reconeixia els progressos realitzats pel govern sudanès.

## Observacions
En el preàmbul de la resolució, el Consell va acollir amb beneplàcit l'Acord de Pau Complet a Nairobi, Kenya, pel govern del Sudan i l'Exèrcit/Moviment Popular d'Alliberament del Sudan (SPLA/M). Va reconèixer que les parts en l'acord havien de provocar la pau i evitar noves violacions dels drets humans i de l'alto el foc al Darfur. El Consell de Seguretat també estava preocupat per la situació humanitària i la seguretat dels treballadors de l'ajuda humanitària i va demanar a totes les parts que cooperessin amb la Missió de la Unió Africana al Darfur.

## Panell d'experts de l'ONU sobre Sudan
El Panell d'experts sobre el Sudan de les Nacions Unides va ser establert per la Resolució 1591 del Consell de Seguretat de Nacions Unides de març de 2005. El seu mandat és, entre d'altres, vigilar l'embargament d'armes al Darfur. Els seus informes es poden trobar al següent enllaç: Reports by the panel of experts submitted through the 1591 Sanctions Committee a Wayback Machine (archived 8-10-2015). Thomas W. Bifwoli va ser coordinador del Panell entre el 5 de desembre de 2007 i el 15 d'octubre de 2008. El Sr. Bifwoli havia estat designat originalment pel secretari general de l'ONU Kofi Annan al maig de 2006 per servir al Panell d'Experts de les Nacions Unides com a expert en control de duanes i fronteres.

## Actes
Actuant en virtut del Capítol VII de la Carta de les Nacions Unides, el Consell de Seguretat va desmentir les accions del govern sudanès, els rebels i altres grups armats al Darfur per incompliment dels compromisos adquirits amb el Consell i les contínues violacions de l'alto el foc. Hi havia hagut atacs aeris per part del govern, que també no havia desarmat la milícia Janjaweed. En aquest sentit, el Consell va establir un comitè per supervisar l'aplicació de les demandes del Consell de Seguretat contra les parts implicades en el conflicte i investigar els responsables de violacions de drets humans. Es va instruir a informar regularment al Consell sobre la situació.
La resolució va imposar restriccions als qui "impedeixen el procés de pau" al Darfur, inclosa la prohibició de viatjar i la congelació d'actius, per entrar en vigor en un termini de 30 dies, tret que les parts es complissin amb el Consell de Seguretat. El Consell va concloure reiterant que es prendrien noves mesures en cas d'incompliment per part de qualsevol de les parts.